# Holevad Sogn
Holevad Sogn er et sogn i Assens Provsti (Fyens Stift).
I 1571 blev Holevad Sogn anneks til Sandager Sogn. Begge sogne hørte til Båg Herred i Odense Amt. Sandager-Holevad sognekommune blev ved kommunalreformen i 1970 indlemmet i Assens Kommune.
I Holevad Sogn ligger Holevad Kirke.
I sognet findes følgende autoriserede stednavne:
- Bækager (bebyggelse)
- Holevad (bebyggelse)
- Karup (bebyggelse)
- Karup Huse (bebyggelse)
- Mygind (bebyggelse, ejerlav)
- Mygind Skovhuse (bebyggelse)
- Mygindlund (bebyggelse)
- Smejrup (bebyggelse)

## Kendte personer
- Filosoffen K.E. Løgstrup (1905-1981) var i 1936-1943 præst ved Sandager-Holevad pastorat.
- Tegneren og plakatkunstneren Aage Rasmussen var født i Holevad Sogn.